# Jure Robič
Jure Robič (10. dubna 1965, Jesenice, Slovinsko – 24. září 2010, tamtéž) byl slovinský cyklistický závodník.
Byl pětinásobným vítězem závodu Race Across America ve Spojených státech amerických, zvítězil v letech 2004, 2005, 2007, 2008 a 2010. V roce 2009 odstoupil z druhého místa kvůli penalizaci, kterou považoval za nespravedlivou. Svými pěti vítězstvími je rekordmanem historie závodu.
Zemřel při dopravní nehodě, když se při tréninku 24. září 2010 čelně srazil s protijedoucím autem na úzké lesní silnici.